# 梅尔·哈格德

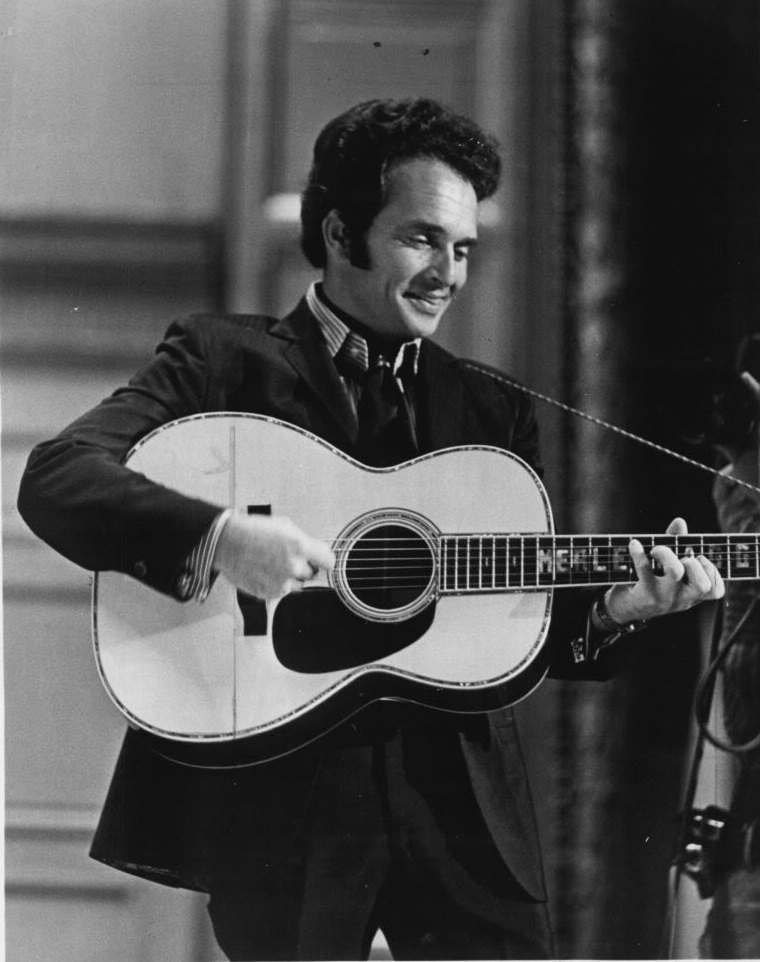
1971年的哈格德

梅尔·罗纳德·哈格德（英語：Merle Ronald Haggard，1937年4月6日—2016年4月6日），美国歌手、词曲作者、吉他手、小提琴手和器乐家。
哈格德克服了童年的困境、犯罪記錄和牢獄生活，開創了成功的鄉村音樂生涯。他因其有關工人階級的歌曲而廣受歡迎；這些作品偶爾會包含與當時某些流行音樂的反越戰情緒相反的主題。在20世紀60年代到 80 年代之間，哈格德在美國鄉村音樂排行榜上有38首歌曲排名第一，其中幾首還進入了Billboard 全流派單曲榜。進入21世紀，他成功繼續發行專輯。
海格獲得了許多榮譽和獎項，包括肯尼迪中心榮譽獎 (2010年)；一項葛萊美終身成就獎（2006年）；獲得 BMI 偶像獎（2006年）；併入選納什維爾詞曲作者名人堂（1977年）；鄉村音樂名人堂（1994）和俄克拉荷馬音樂名人堂（1997年）。